# Z-Ro
Z-Ro (* 19. Januar 1977 in Houston, Texas; bürgerlich Joseph Wayne McVey) ist ein US-amerikanischer Rapper.

## Leben und Karriere
Z-Ro wuchs in einem Vorort von Houston auf. Anfänglich, dadurch dass Z-Ros Familie das Geld hatte, konnte er auf eine gute Grundschule gehen. Er wuchs in keinen ärmlichen Verhältnissen auf, jedoch starb seine Mutter an Krebs, als er sechs Jahre alt war. Z-Ro musste sich von diesem Zeitpunkt an oft alleine durchschlagen. Des Weiteren wurde Z-Ro sehr geprägt von der Brutalität, die im Ghetto herrschte, Leute die sich erschossen, erstachen und Drogen nahmen.
Z-Ro hatte auf der Schule gute Noten, entdeckte den Hip-Hop und spielte Basketball, mit der Hoffnung durch das Ballspiel einen Weg aus dem Ghetto zu finden. Er wurde angeschossen und war körperlich nicht mehr dazu in der Lage.
Er fing mit dem Musik machen mit einer befreundeten örtlichen Rap Gruppe, Street Military, die bei dem Label EMI unter Vertrag standen an. Z-Ro war schon länger in Chor und Sänger Gruppen und seine Mutter sang auch, dieses Talent war also bereits in seinen Genen. Er machte sich schnell mit seinem Rap und Gesangs Talent einen Namen und wurde von DJ Screw in seine Rap-Gruppe Screwed Up Click aufgenommen und es folgten die ersten Independent Alben, die bald als Down South Classics bezeichnet wurden. Er machte sich früh einen Namen als Produzent und Rapper.
Z-Ro ist ein sehr vielseitiger Rapper. Er kann singen, was bei Rappern eher etwas Ungewöhnliches ist und er kann langsam rappen, aber wie sein Cousin Trae hat er oft einen sehr schnellen Flow. Außerdem produziert er einige seiner Beats selbst.
1998 veröffentlichte er sein erstes Album Look What You Did to Me und gründete gleichzeitig mit seinem Cousin Trae und Bruder Dougie D die Gruppe Guerilla Maab, die 1999 ihr erstes Album Rise auf den Markt brachten. Es folgten weitere Soloalben bei kleineren Labels, 2005 unterschrieb er jedoch einen Vertrag bei Rap-A-Lot.

## Diskografie

### Alben
- 1998: Look What You Did to Me
- 2000: Z-Ro Vs. the World
- 2001: King of da Ghetto
- 2002: Screwed Up Click Representa
- 2002: Z-Ro
- 2002: Life
- 2004: Z-Ro Tolerance
- 2004: The Life of Joseph W. McVey
- 2005: Let the Truth Be Told
- 2006: I’m Still Livin
- 2007: King of tha Ghetto: Power
- 2008: Crack
- 2009: Cocaine
- 2010: Heroin
- 2011: Meth
- 2011: Straight Profit
- 2012: Angel Dust
- 2014: The Crown
- 2015: Melting the Crown
- 2016: Drankin’ & Drivin’
- 2016: Legendary
- 2017: No Love Boulevard
- 2017: Codeine

### Kollaborationen
- 1999: Rise (mit Guerilla Maab)
- 2002: Resurrected (mit Guerilla Maab)
- 2005: Kings of the South (mit Lil’ Flip)
- 2006: Assholes by Nature (mit Trae)
- 2008: It Is What It Is (mit Trae)

### Mixtapes
- 2003: A Bad Azz Mix Tape
- 2003: Gangstafied
- 2004: Underground Railroad, Vol. 1: Street Life (Hulled & Chopped)
- 2004: Underground Railroad, Vol. 2: Thug Luv
- 2005: Z-Ro and Friends
- 2006: Underground Railroad: Paper Stacks 3
- 2009: Rodeine
- 2009: Cocaine
- 2009: Down wit tha King
- 2009: Relvis Presley
- 2010: 2 Da Hardway Part 1 & 2 (mit Mike D)

### Singles
- 2000: Swang on 4's feat. Big Moe
- 2000: Steady Ballin feat. Big Hawk
- 2000: Lookin Good feat. Papa Rue
- 2000: Lets Chill
- 2001: I Found Me feat. Trae
- 2001: Grippin Grain feat. Den Den
- 2001: Hater’s Song (Let It Go) feat. Slimm Chance und Trae
- 2002: What’s My Name
- 2002: Sunshine feat. Lil Keke
- 2002: Mirror, Mirror on the Wall
- 2002: Life Is a Struggle & Pain feat. Cl'Che
- 2003: It’s Gonna Be Alright
- 2004: I Hate You
- 2004: King of the Ghetto
- 2004: Hey Lil' Mama
- 2005: Platinum
- 2005: The Mule feat. Devin the Dude und Juvenile
- 2005: From the South feat. Paul Wall und Lil’ Flip
- 2006: T.H.U.G. (True Hero Under God)
- 2006: Continue 2 Roll
- 2006: Let the Truth Be Told
- 2007: Goin Down in the South
- 2007: Lovely Day feat. Lil’ Flip und Big Shasta

### Sonstige
- 2004: Nolia Clap [Remix] Wacko & Skip feat. Juvenile, Z-Ro, Bun B, Slim Thug
- 2005: Draped Up [Remix] Bun B (feat. Lil Keke, Slim Thug, Chamillionaire, Paul Wall, Mike Jones, Aztek, Lil’ Flip & Z-Ro)